# La danza de la realidad
La danza de la realidad es una película autobiográfica chilena-francesa del año 2013, escrita y dirigida por Alejandro Jodorowsky, y se basa en el libro del mismo autor, titulado La danza de la realidad: Psicomagia y psicochamanismo. La película es protagonizada por Brontis Jodorowsky, Pamela Flores y Jeremías Herskovits. Se trata de la primera película de Alejandro Jodorowsky en 23 años. La película se proyectó por primera vez en el Festival de Cine de Cannes de 2013. 
En 2016 se estrenó en el Festival de Cine de Cannes la segunda parte, titulada Poesía sin fin.

## Comentario del autor sobre el libro
«Este libro es un ejercicio de autobiografía imaginaria, aunque no en el sentido de ficticia pues todos los personajes, lugares (Floresta) y acontecimientos son verdaderos, sino en el hecho de que la realidad y la historia profunda de mi vida es un esfuerzo constante para expandir la imaginación y ampliar sus ingeniosos e impredecibles límites, para aprehenderla en su potencial terapéutico y transformador. Ella actúa en todos los terrenos de nuestra vida, incluso como un juego en los que consideramos racionales. Por eso, no se puede abordar la realidad sin desarrollar la imaginación  que modifica la realidad que parecía indeleble y desdibuja sus múltiples ángulos. Normalmente lo visualizamos todo según los estrechos límites de nuestras creencias condicionadas. De la realidad misteriosa, tan vasta e imprevisible, no percibimos más que lo que se filtra a través de nuestro reducido punto de vista y la imaginación activa es la clave de una visión amplia: permite enfocar la vida desde ángulos que no son los nuestros, imaginando otros niveles de conciencia, superiores al nuestro. Esta búsqueda me separó de mi Yo ilusorio, me hizo huir de Chile y me impulsó a buscar con desesperación un sentido a la vida.» Alejandro Jodorowsky.

## Reparto
- Brontis Jodorowsky como Jaime
- Pamela Flores como Sara
- Jeremías Herskovits como  Alejandro niño
- Alejandro Jodorowsky como Alejandro adulto
- Bastián Bodenhöfer como Carlos Ibáñez
- Andrés Cox como Don Aquiles
- Adán Jodorowsky como el Anarquista
- Cristóbal Jodorowsky como el Teósofo
- Luz Jiménez como Reina de copas
- Marcelo Alonso como jefe Nazi
- Sebastián Layseca como vocero Nazi
- Nicolás Saavedra como policía
- Paulina Hunt
- Andrés Skoknic como Jefe Torturador

## Palmarés Cinematográfico

### Premios Platino
| Año  | Categoría             | Candidato       | Resultado |
| ---- | --------------------- | --------------- | --------- |
| 2015 | Mejor Música Original | Adán Jodorowsky | Nominado  |